# Oligomyrmex crassiusculus
Oligomyrmex crassiusculus är en myrart som först beskrevs av Carlo Emery 1900.  Oligomyrmex crassiusculus ingår i släktet Oligomyrmex och familjen myror. Inga underarter finns listade i Catalogue of Life.